# Kámen a bolest
Kámen a bolest je český historický román, který napsal Karel Schulz a který byl vydán roku 1942, krátce před autorovou smrtí. Kniha popisuje život slavného italského sochaře, malíře a architekta Michelangela Buonarrotiho a také politickou a náboženskou atmosféru přelomu 15. a 16. století. V průběhu příběhu se čtenář setká také s dalšími významnými osobnostmi, jako příklad lze uvést Niccola Machiavelliho, Girolama Savonarolu, Lorenza Magnifika, Paola Toscanelliho, Leonarda Da Vinciho, Sandra Botticelliho, Domenika Ghirlandaia, Lorenza Costu, Franceska Granacciho, Donata Bramanteho, Angela Poliziana, Marsilia Ficina či Pika della Mirandola.

## Téma románu
Kromě italských renesančních osobností román vykresluje také dobové poměry v církvi, která je pevně spjata se šlechtou a tvoří jakoby její druhou odnož. Církev shromažďuje majetek, území a peníze, její nejvyšší hodnostáři žijí v hříchu (mají např. množství milenek) a obklopují se bohatstvím, zatímco rozpoutávají bouře intrik, které vedou k podvodům, vraždám i k neustálým lokálním válkám. Zkaženost hierarchie kontrastuje s ryzí svatostí anonymních mnichů a prostých kněží.
Příběh románu je postaven na reálných událostech a osobnostech a v některých místech doplněn fikcí. Silnou stránkou románu je promyšlenost a obrazovost. Méně čtenářsky zajímavé pasáže[zdroj?] jsou latinské modlitby nebo příliš dlouhé výčty jmen, které se čas od času v knize objeví. Autor původně plánoval napsat románovou trilogii, avšak stihl dokončit pouze první díl V zahradách medicejských a z druhého jménem Papežská mše existují pouze dvě kapitoly. Příběh končí v okamžiku, kdy je Michelangelovi přibližně 30 let.

## Děj
Děj románu je prakticky skryt za nesmírným množstvím básnických líčení míst, událostí a postav (umělců, vědců, filosofů, vojevůdců, politiků, šlechticů, církevních hodnostářů) renesanční Itálie.
Příběh začíná roku 1478, kdy se soupeřící rodina Pazziů snaží zavraždit vládce Florencie, Lorenza Magnifica z rodu Medicejských. Naplánují jeho vraždu na mši, povede se jim však zabít jen jeho bratra a sami jsou pak popraveni. Poté se přesouvá dějová linie k mladému Michelangelovi, který nemá zrovna lehké dětství, zažívá od svých bratrů i otce pouze ústrky, soustřeďuje se tedy na matku. Má nadání a chce se stát umělcem, ovšem otec chce, aby z něj byl slušný směnárník, a tak se ho od jeho záměru snaží zrazovat všemi způsoby. Michelangelo se však s pomocí svého přítele Granacciho tajně učí malovat a nakonec mu otec přece jen povolí stát se žákem Domenica Ghirlandaia.
Michelangelo však po čase zjišťuje, že se od Ghirlandaia pojetím umění liší a chtěl by raději pracovat s kamenem. Má štěstí a všimne si ho Lorenzo Magnifico, a tak se dostane do zahrad medicejských, které mu jsou pro příštích několik let vlídným domovem, tvoří své první sochy a získává si popularitu. Zvrat však přijde ve chvíli, kdy umírá Lorenzo a místo něho nastupuje jeho syn Piero, který však nezvládne město ovládané fanatickým dominikánem Savonarolou a je donucen utéci s bratry z města. Michelangelo také odchází. Dostane se až do Benátek a v Bologni mu dokonce hrozí žalář, ale zachrání ho mecenáš Aldrovandi (v románu Aldovrandi). Michelangelo zde chvíli tvoří, ale kvůli žárlivosti ostatních umělců musí nakonec odejít. Zamiluje se však platonicky do vdané ženy, která má poměr s jiným umělcem a nakonec za to zaplatí svým životem. Její manžel ji nechá zavraždit jedním z vězňů z boloňského vězení. Michelangelo má výčitky svědomí, protože ji nezachránil.
Po návratu do Florencie vytvoří sochu pro Lorenza Popolano (strýce Pierova, který se nechal přejmenovat), ale posléze kvůli ní odjíždí do Říma, kde neplánovaně zdrží a když se vrátí do Florencie, zjišťuje, že byl Savonarola upálen. Snažil se totiž příliš tvrdě o reformu církve – ta se totiž nechovala jako zástupce křesťanského Boha na zemi, ale zcela jinak. Bylo mu tedy několikrát zakázáno kázat, a i když toho nedbal, byl mu nabídnut úplatek ve formě kardinálského postu. Když i to odmítl, nezbývalo církevním hodnostářům a papeži, strachujícím se o svá místa, nic jiného, než ho definitivně odstranit.
Michelangelo zde tvoří několik měsíců sochu Davida a setká se s Leonardem da Vincim, který se ve městě také na jistou krátkou dobu usadil. Vyčítá si však smrt Aminty, ženy, kterou jeho přítel Granacci miloval a kterou mu měl chránit. Byla popravena kvůli osnování plánů na návrat Medicejských, společně s několika dalšími vlivnými občany. Odjíždí pak s architektem Giulianem da San Gallem do Říma, kde se připravuje na další tvorbu pod papežem Juliem II.
Dílo je vlastně o úloze člověka v době, která je proti němu. Kromě samotných zážitků Michelangelových jsou také zajímavá vyprávění fra Timotea, františkánského mnicha, ke kterému měl Michelangelo vřelý vztah. Michelangelo v celé knize hledá svůj smysl bytí.

## Kontroverze
Román vyšel krátce po autorově smrti a vyvolal ostré spory v katolických kruzích. Pražská a olomoucká arcidiecéze ho daly na svůj lokální index zakázaných knih, protože jejich představitelé stejně jako někteří další autoři (kupř. Silvestr Braito a Jakub Deml) chápali dílo jako útok na církev. Na druhé straně řada dalších katolických autorů (např. Bedřich Fučík, Albert Vyskočil, Jaroslav Durych, Jan Dokulil či Anastáz Opasek) ve shodě se samotným Schulzem chápala román naopak jako oslavu církve.